# 方恩承
方恩承，汉军镶黄旗人，是一名清朝政治人物。
方恩承曾于1806年接替张昌运任南汇县知县一职，1807年由马绍援接任，同年又接替马绍援，再任此职，直至1810年郑人康接任。